# Drachenkopfartige
Die Einteilung der Lebewesen in Systematiken ist kontinuierlicher Gegenstand der Forschung. So existieren neben- und nacheinander verschiedene systematische Klassifikationen. 
Das hier behandelte Taxon ist durch neue Forschungen obsolet geworden oder ist aus anderen Gründen nicht Teil der in der deutschsprachigen Wikipedia dargestellten Systematik.
Die Drachenkopfartigen (Scorpaeniformes), oft auch mit dem nicht mehr passenden Namen Panzerwangen belegt, sind eine traditionelle Knochenfischordnung aus der Gruppe der Barschverwandten (Percomorpha). Es gibt etwa 1200 Arten. Damit gehören die Drachenkopfartigen zu den fünf größten Ordnungen der Knochenfische. Zu ihnen gehören z. B. die Skorpionfische, Feuerfische, Knurrhähne und, als einer der bekanntesten Vertreter, der vor Überfischung bedrohte Speisefisch Rotbarsch.
Die Ordnung erfuhr in jüngster Zeit eine umfassende Neudiagnose, da sie in alter Zusammensetzung unter Einschluss der Flughähne (Dactylopteridae) und der Groppenverwandten (Cottiformes), aber ohne die Sägebarsche (Serranidae) kein Monophylum bildete. Im Folgenden werden deshalb die Scorpaeniformes sensu Imamura & Yabe 2002 beschrieben.
In der jüngsten Revision der Knochenfischsystematik durch R. Betancur-R. et al. (2013) werden jedoch beide Unterordnungen in die neu definierten Barschartigen (Perciformes) integriert; auch ihre Schwestergruppenbeziehung wird hier angezweifelt.

## Verbreitung
Fast alle Drachenkopfartigen leben im Meer. Lediglich der südostasiatische Neovespicula depressifrons und der australische Notesthes robusta suchen auch Süß- und Brackwasser der Flussmündungen auf, der Indische Plattkopf (Platycephalus indicus) nur Brackwasser. In den nördlichen, kalten Meeren gehören die Drachenkopfartigen zu den häufigsten Knochenfischen. Ein weiterer Verbreitungsschwerpunkt sind die tropischen Korallenriffe.

## Merkmale
Die meisten Drachenkopfartigen sind durch einen mit Stacheln und Knochenplatten gepanzerten Kopf und Körper gekennzeichnet. Ihre Brustflossen sind groß und abgerundet, die unteren Flossenstrahlen stehen oft frei und sind nicht mit Flossenmembran verbunden. Die Schwanzflosse ist normalerweise abgerundet.
Nach Imamura & Yabe sind die Scorpaeniformes durch folgende Synapomorphien gekennzeichnet:
1. Ein nach hinten gerichteter Stachel auf dem Kiemendeckel, der allerdings ähnlich bei den Petermännchen (Trachinidae), den Krokodileisfischen (Channichthyidae), bei Sphyraenops bairdianus aus der Familie der Tiefsee-Kardinalbarsche (Epigonidae) und bei der Gattung Bembrops aus der Familie der Schnabelfische (Percophidae) auftritt.
2. Die Rückenflosse verfügt über einen Adduktormuskel. Der Muskel ist unter den Percomorpha weit verbreitet, tritt aber nicht bei den Cottoidei auf, der früheren Schwestergruppe der Scorpaenoidei.
3. Die Larven haben einen einzelnen Stachel hinter den Augen, ein Merkmal, das allerdings nur bei einigen Sägebarschen, aber auch bei verschiedenen „Perciformes“ auftritt.

Sehr viele Drachenkopfartige sind rötlich gefärbt, ein Farbton, der die Fische gut tarnt, da der rote Farbanteil des Sonnenlichts schon in geringen Tiefen vom Wasser absorbiert wird und die Fische dadurch schwarz wirken. Auch bräunliche oder gräuliche Camouflagefarben kommen häufig vor.
Alle Drachenkopfartigen leben carnivor, die Fahnenbarsche z. B. von Zooplankton, größere Fische der Ordnung fressen Fisch und große Zackenbarsche können auch große Beutefische und größere Kopffüßer überwältigen.

## Äußere Systematik
Die Drachenkopfartigen gehören zu den Barschverwandten (Percomorpha), deren innere Systematik noch umstritten ist. Als nähere Verwandte wurden bisher die Groppenverwandten (Cottoidei), eventuell inklusive der Stichlinge (Gasterosteidae), die Echten Barsche (Percidae), die Petermännchen (Trachinidae), die Antarktisfische (Notothenioidei) und die Schnabelfische (Percophidae) ermittelt.

## Innere Systematik
In der alten Zusammensetzung unter Einschluss der Flughähne und der Groppenverwandten, aber ohne Sägebarsche galt die Ordnung Scorpaeniformes als polyphyletisch. Schon E. P. Allis meldete 1909 aufgrund osteologischer Untersuchungen Zweifel an der Verwandtschaft von Flughähnen, Drachenköpfen und Groppen an. Einzige Synapomorphie der Panzerwangen war eine Knochenspange unterhalb des Auges, die aber bei den Flughähnen von einem anderen Knochen gebildet wird als bei den übrigen Panzerwangen und zudem auch bei etlichen anderen Stachelflossern vorkommt (z. B. bei den Röhrenmäulern (Aulorhynchidae) und den Schwarzen Schlingern (Chiasmodontidae)).
Die Scorpaeniformes sensu Imamura & Yabe, 2002 bestehen aus zwei Unterordnungen, den Scorpaenoidei und den Serranoidei. Die Integration der letzteren, die traditionell den paraphyletischen Barschartigen (Perciformes) zugeordnet werden, ist ein erster Schritt, diese künstliche, systematische Einheit, die durch keinerlei gemeinsame Merkmale charakterisiert ist, aufzulösen. Die Serranoidei stehen basal zu den wahrscheinlich polyphyletischen Scorpaenoidei.

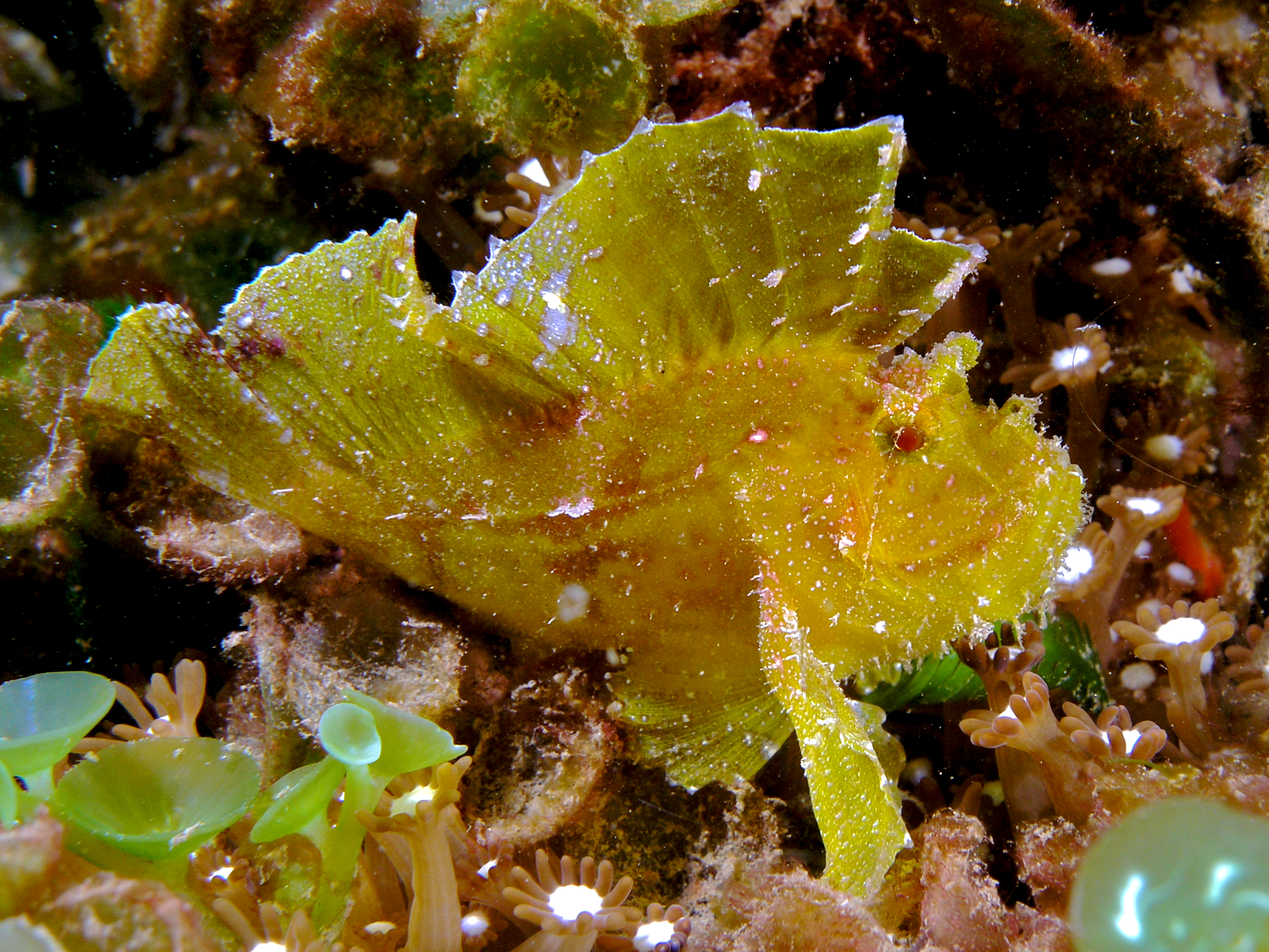
Schaukelfisch
(Taenianotus triacanthus)

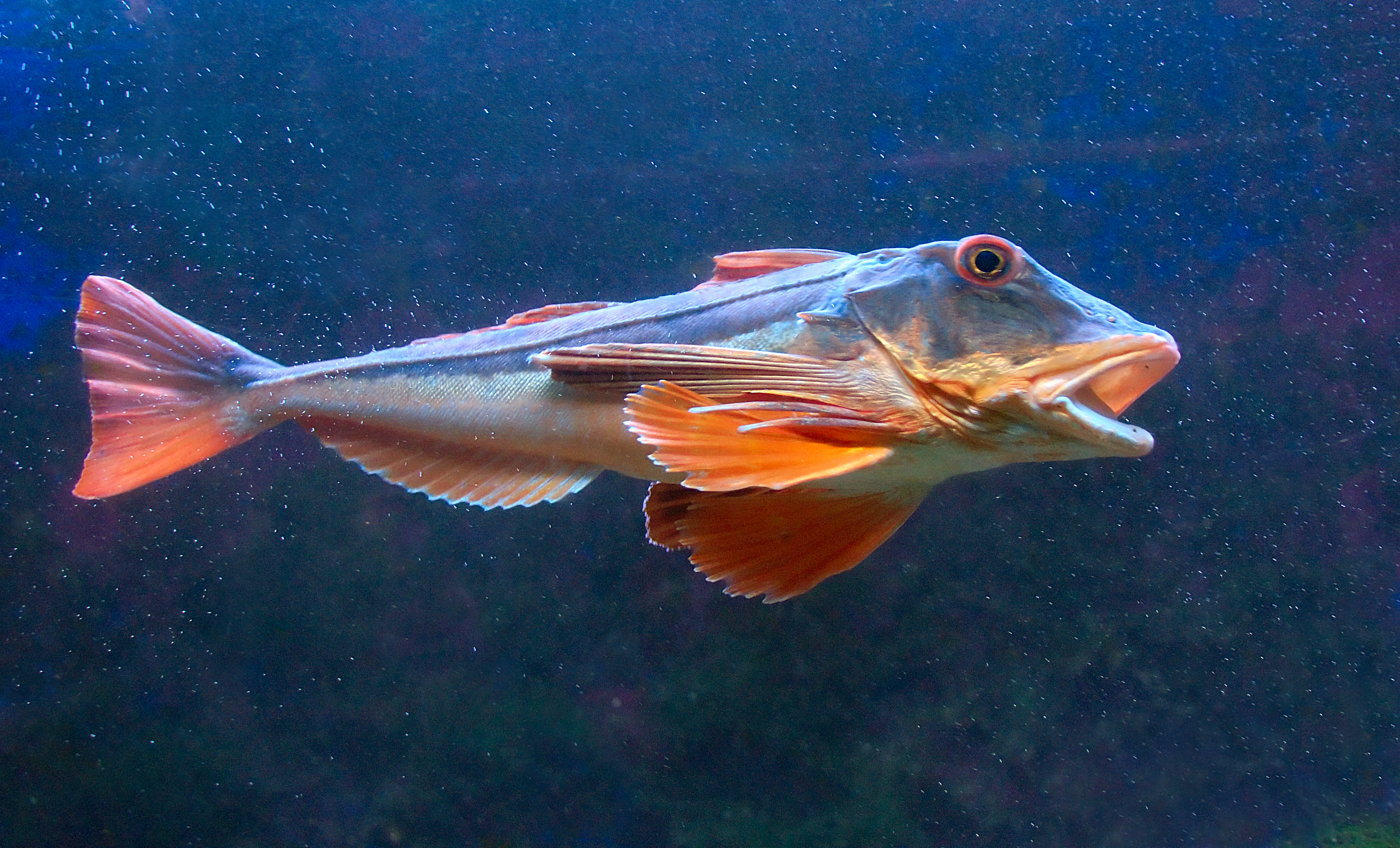
Roter Knurrhahn
(Chelidonichthys lucernus)

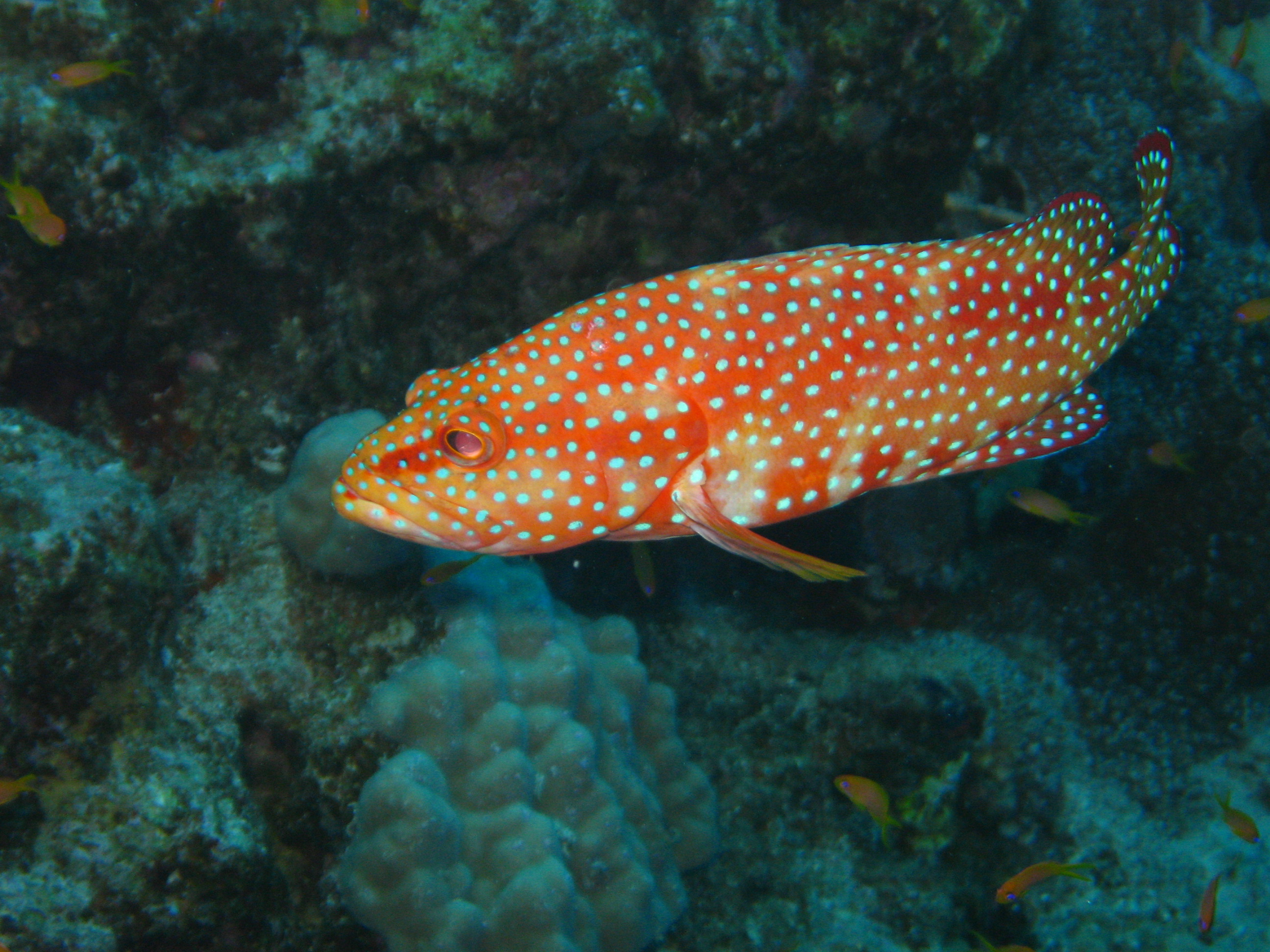
Juwelen-Zackenbarsch
(Cephalopholis miniata)

In der folgenden Aufstellung der inneren Systematik werden die Unterordnungen und Überfamilien nach Wiley & Johnson gelistet, die Familien, die bei Wiley & Johnson nicht mehr aufgeführt werden, nach Nelson und FishBase.
- Unterordnung Drachenkopfverwandte (Scorpaenoidei)
  - Überfamilie Scorpaenoidea
    - Familie Skorpionfische (Scorpaenidae)
    - Familie Stachelköpfe (Sebastidae)
    - Familie Setarchidae
    - Familie Neosebastidae
    - Familie Wespenfische (Apistidae)
    - Familie Stirnflosser (Tetrarogidae)
    - Familie Steinfische (Synanceiidae)
    - Familie Plectrogenidae
    - Familie Pelzgroppen (Caracanthidae)
    - Familie Samtfische (Aploactinidae)
    - Familie Indianerfische (Pataecidae)
    - Familie Rote Samtfische (Gnathanacanthidae)
    - Familie Schweinsfische (Congiopodidae)
    - Familie Eschmeyeridae

  - Überfamilie Platycephaloidea
    - Familie Knurrhähne (Triglidae)
    - Familie Panzerknurrhähne (Peristediidae)
    - Familie Tiefsee-Plattköpfe (Bembridae)
    - Familie Plattköpfe (Platycephalidae)
    - Familie Stachel-Flachköpfe (Hoplichthyidae)
- Unterordnung Serranoidei
  -     - Familie Sägebarsche (Serranidae)
      - Unterfamilie Fahnenbarsche (Anthiinae)
      - Unterfamilie Eigentliche Sägebarsche (Serraninae)
      - Unterfamilie Zackenbarsche (Epinephelinae)

## Stammesgeschichte

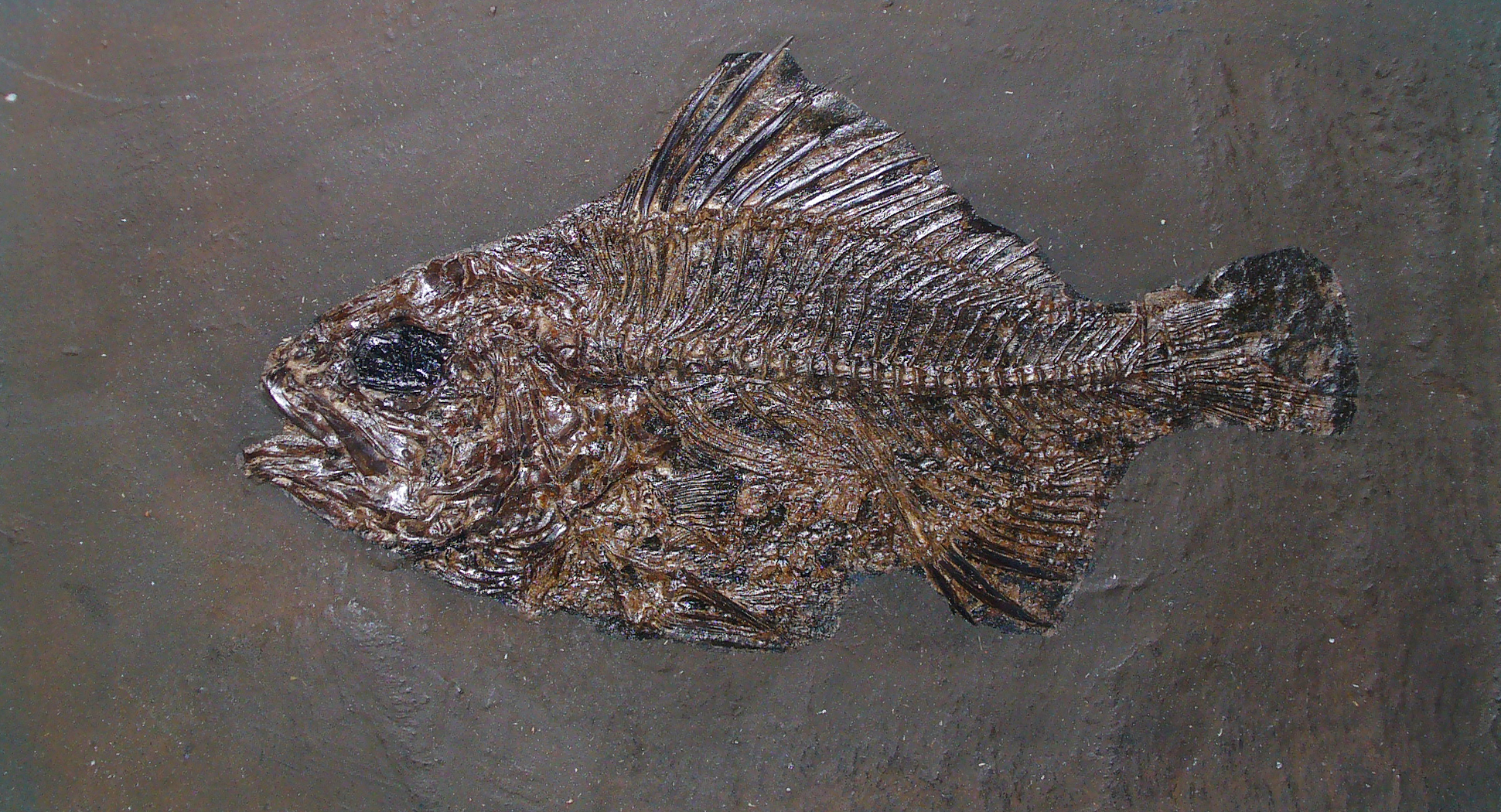
Der Serranide Amphiperca multiformis aus der Grube Messel im Staatlichen Museum für Naturkunde Karlsruhe.

Fossile Drachenkopfartige aus der Unterordnung Scorpaenoidei sind seit dem Eozän bekannt. Darunter sind zwei heute ausgestorbene Familien, die Pterygocephalidae und die Rhamphosidae. Die Knurrhahngattung Trigla ist vom gleichen Zeitintervall bis rezent nachzuweisen, die Skorpionfischgattung Scorpaena ab dem Miozän. Zahlreicher ist die Fossilüberlieferung der Unterordnung Serranoidei. Prolates wurde schon in der Oberkreide und im Paläozän von Europa nachgewiesen, Dapalis vom Paläozän bis zum Miozän. Acanus, Amphiperca, Balbe, Palaeoperca, Priacanthopsis, Properca und Smerdis sind ausgestorbene Gattungen aus dem Eozän, dem Oligozän und dem Miozän. Von den heute lebenden Gattungen Epinephelus und Serranus kennt man Fossilien seit dem Miozän bzw. vom mittleren Eozän bis rezent.